# Кобра чорношия
Ко́бра чорноши́я (Naja nigricollis) — отруйна змія з роду Справжні кобри родини аспідові.

## Опис
Загальна довжина сягає 1,2—2,2 м. Забарвлення коливається від світло-коричневого до темно-бурого, іноді з неясними поперечними смугами. Горло та шия знизу чорного кольору, нерідко з білою поперечною смугою.

## Спосіб життя
Полюбляє савани. Зустрічається на висоті до 1800 м над рівнем моря. Активна вдень. Харчується гризунами, ящірками, зміями.
Це яйцекладна змія. Самиця відкладає 20—30 яєць.

## Отрута
Широко відома своєю підступною здатністю «вистрілювати» отруту в очі супротивникові. Піддавшись нападу, відбиває його точним й блискавичним «пострілом» отрути в очі. Місцеві жителі та мандрівники часто стають жертвою таких «пострілів». Як ціль змія обирає блискучі очі жертви. Але іноді вона помиляється, вражаючи струменем отрути металеву пряжку, ґудзик або браслет від годинника, коли на них виблискує сонячний промінчик. Мабуть, кобра приймає їх за додаткові очі супротивника. В момент «пострілу» трахея щільно замикається, щоб рух повітря не розбивало на найтонші струмки отрути. При кожному «пострілі» вибризкуються в середньому 3,7 мг отрути, в стані великого роздратування отрута вистрілюється до 28 разів поспіль. При такій «кулеметній черзі» змія витрачає до 135 мг отрути — практично весь запас, наявний в отруйних залозах. Виміри показали, що м'язи, видавлюють отруту із залоз, створюють миттєвий тиск до 1,5 кг/см².

## Розповсюдження
Мешкає в Африці на південь від 25° с.ш. — від Мавританії до Судану й від Сомалі до Трансвааля (Південно-Африканська Республіка).